# Stazione di Ploaghe
La stazione di Ploaghe è una stazione ferroviaria posta sulla linea Ozieri Chilivani-Porto Torres Marittima. Serve il centro abitato di Ploaghe.

## Storia
Le origini dello scalo risalgono alla costruzione della ferrovia che avrebbe congiunto il Sassarese con Chilivani, area nel comune di Ozieri in cui era destinata a raggiungere i binari della Cagliari-Golfo Aranci. La stazione ploaghese, edificata come la linea ad opera della Compagnia Reale delle Ferrovie Sarde (che ne fu anche il primo gestore), venne attivata il 15 agosto 1874, contemporaneamente al tronco della ferrovia avente origine da Sassari. La linea dallo scalo di Ploaghe in direzione Chilivani venne in seguito ultimata e aperta al traffico pochi mesi dopo, il 6 dicembre 1874.
In seguito la stazione passò alla gestione delle Ferrovie dello Stato nel 1920, e da queste alla controllata RFI nel 2001.

## Strutture e impianti

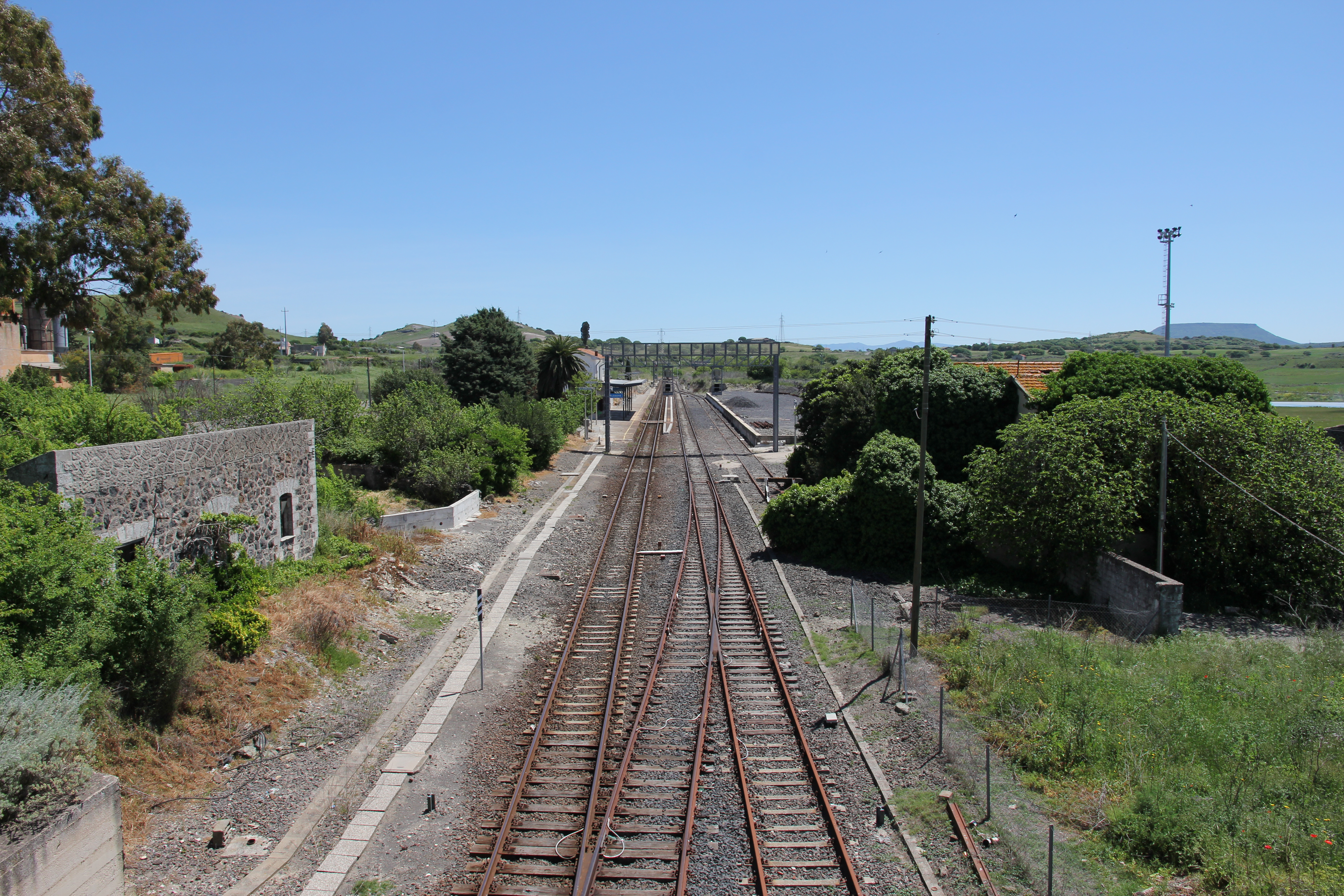
Il piazzale binari visto in direzione Chilivani

Lo scalo di Ploaghe è una stazione di tipo passante, ed è dotata complessivamente di tre binari, di cui il primo di corsa ed il secondo passante con estensioni tronche su ambo i lati, in uso per il servizio viaggiatori. Il terzo binario dell'impianto è un tronchino che, diramandosi dal secondo, si interrompe in direzione Porto Torres. Quest'ultimo binario è situato nell'area del dismesso scalo merci della stazione, di cui permane ancora il piano caricatore.

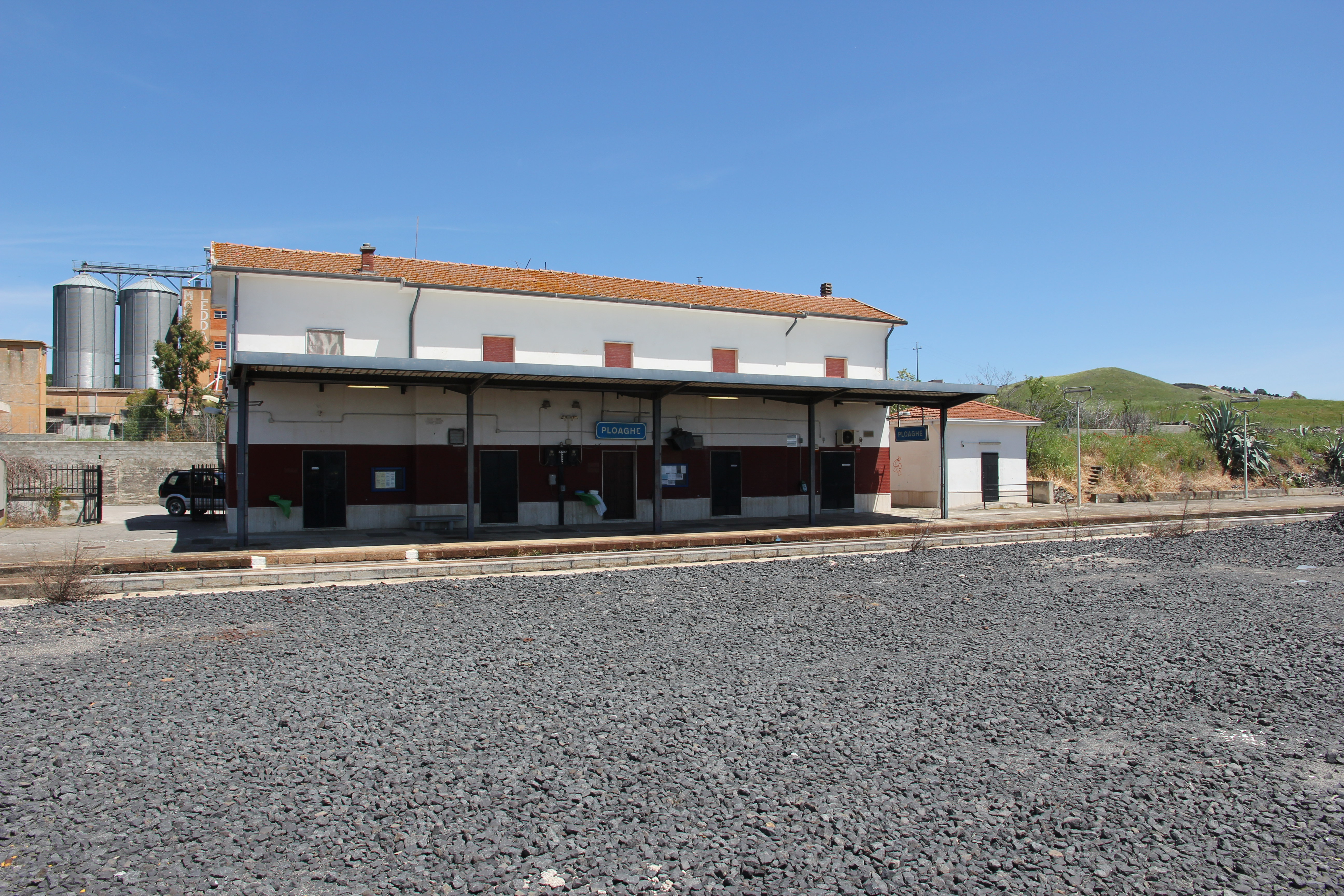
Il fabbricato viaggiatori della stazione

L'impianto è dotato di alcuni edifici, sebbene essi non siano accessibili al pubblico: il principale è il fabbricato viaggiatori, edificio a pianta rettangolare con sviluppo su due piani (più tetto a falde in laterizi), dotato di cinque luci di apertura sui lati maggiori; adiacente ad esso è situata la piccola costruzione delle ritirate.
La stazione è impresenziata ed il movimento nell'impianto è controllato in remoto dal DCO di Cagliari.

## Movimento
Lo scalo è servito dai treni regionali di Trenitalia, che permettono il collegamento con Porto Torres, Sassari, Chilivani e con gli scali attivi lungo la ferrovia Cagliari-Golfo Aranci.

## Servizi

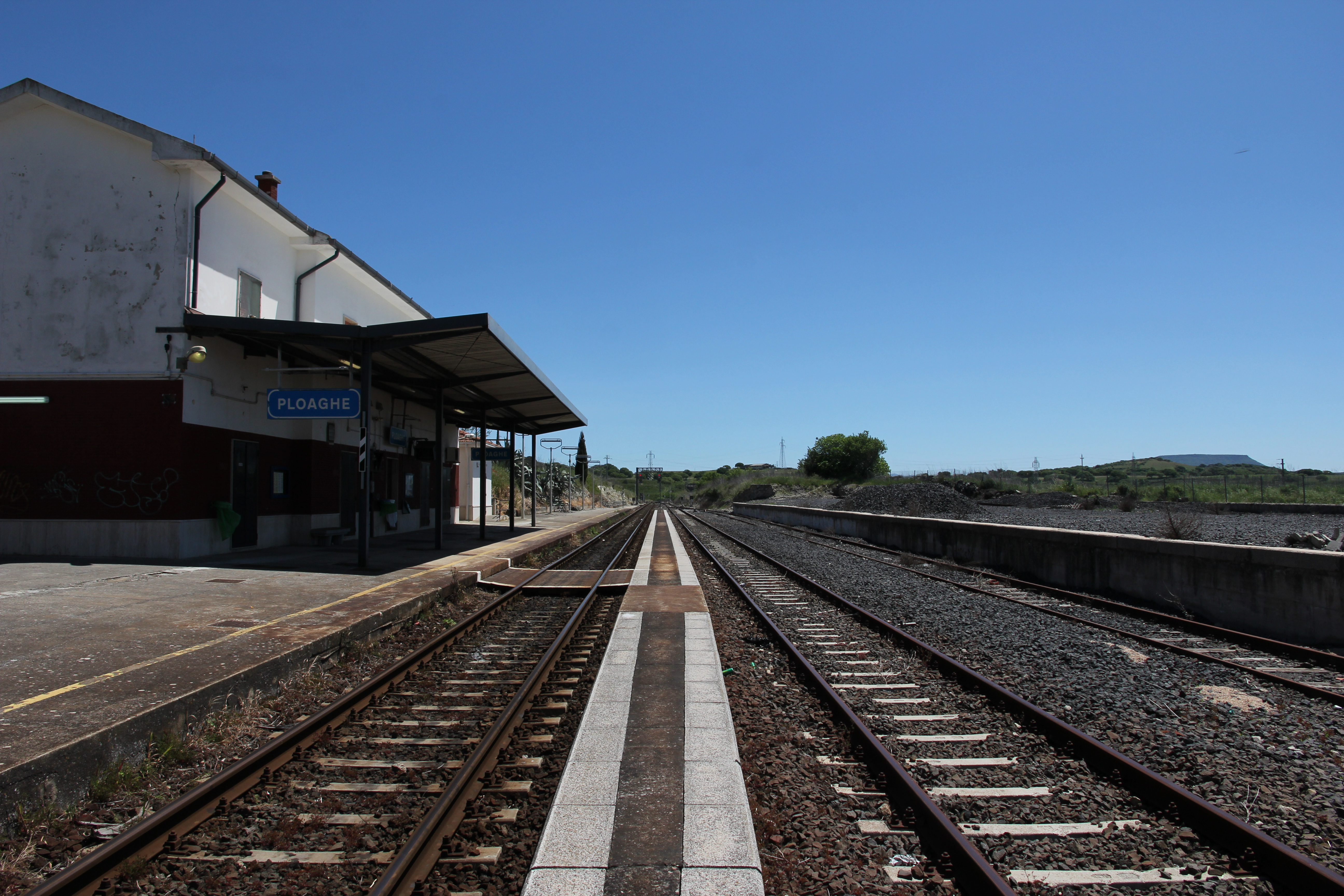
In primo piano la banchina in uso per il binario due, con a sinistra la banchina del binario uno e, su questo binario, la passerella di collegamento

L'impianto dal punto di vista commerciale è classificato in categoria bronze da parte di RFI, ed è in grado di accogliere l'utenza afflitta da disabilità di tipo motorio.
L'accesso ai binari in uso per il servizio viaggiatori è garantito da due banchine, una dotata di pensilina attigua al fabbricato viaggiatori e utilizzata per il binario uno; l'altra posta tra il primo ed il secondo binario e collegata all'altra da una passerella sul binario uno.

## Interscambi
All'altezza del bivio d'accesso alla stazione osservano fermata le autolinee interurbane dell'ARST
- Fermata autobus.